# 徳島県道250号三ツ木宮倉線
徳島県道250号三ツ木宮倉線（とくしまけんどう250ごう みつぎみやくらせん）は、徳島県美馬市から吉野川市に至る一般県道である、

## 概要
美馬市木屋平から吉野川市美郷字張に至る。国道492号から国道193号をつなぐ道である。全体が、1車線である。

### 路線データ
- 起点：美馬市木屋平（国道492号交点）
- 終点：吉野川市美郷字張（国道193号交点）
- 総延長：18.595 km（他に旧道0.101 km）[1]

## 歴史
- 1959年（昭和34年）1月31日 - 徳島県道133号として認定。
- 1972年（昭和47年）3月10日 - 現在の路線番号で再認定。

## 地理

### 通過する自治体
- 徳島県
  - 美馬市 - 吉野川市

### 交差する道路
| 交差する道路                           | 市町村名 | 交差する場所 | 交差する場所 |
| -------------------------------------- | -------- | ------------ | ------------ |
| 国道492号                              | 美馬市   | 木屋平       | 起点         |
| 国道193号 徳島県道253号山川海南線 重複 | 吉野川市 | 美郷字張     | 終点         |

### 沿線
- 美郷郵便局